# Tragischer Held

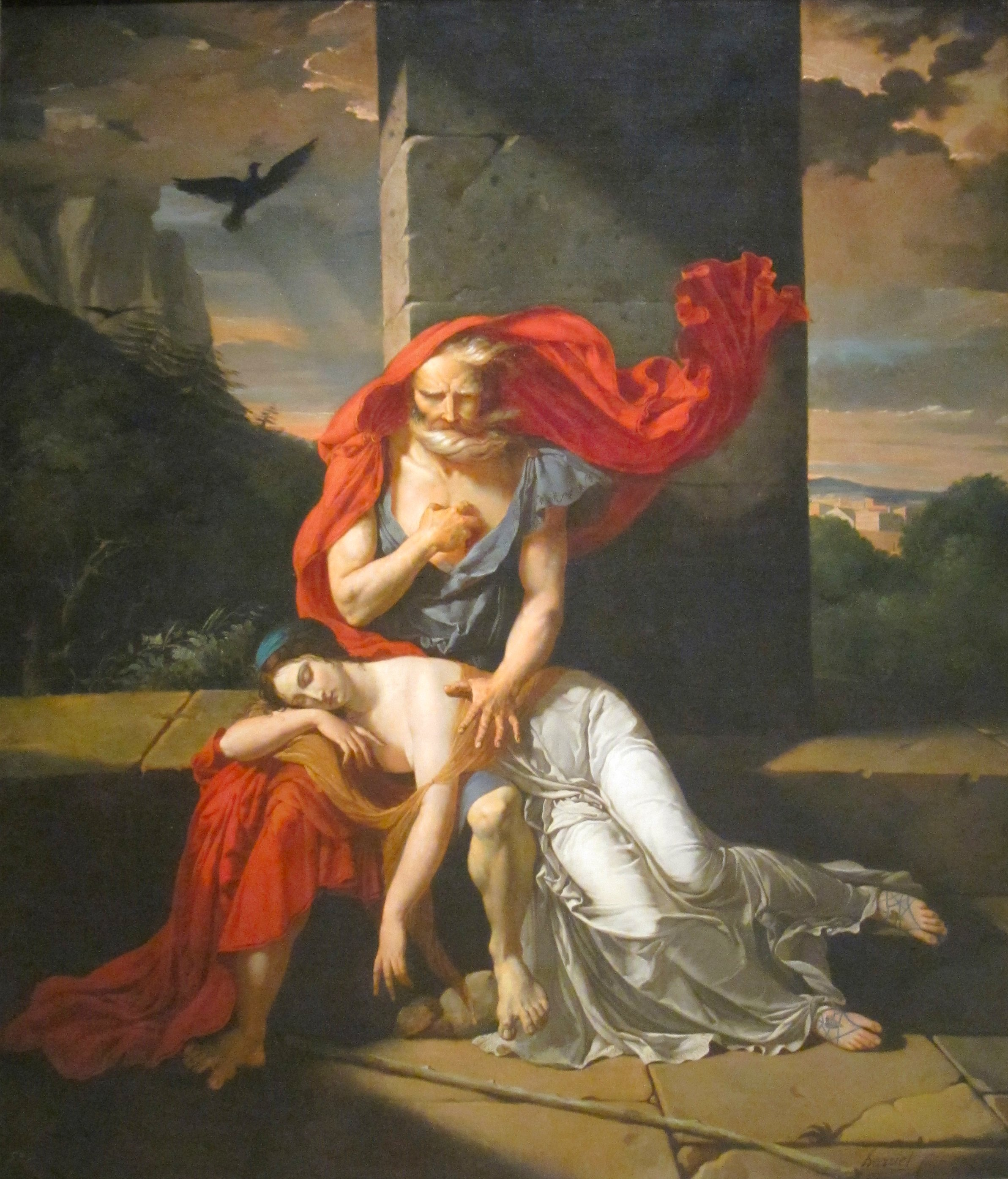
Gemälde Ödipus auf Kolonos von Fulchran-Jean Harriet (1798). Der blinde Ödipus gilt als Musterbeispiel eines tragischen Helden.

Der tragische Held ist ein Protagonist einer Tragödie.
Der tragische Held erleidet nach Aristoteles sein Unglück aus Gründen, die in ihm selbst zu finden sind. Folglich trägt er als Handelnder zwar die Verantwortung für sein Tun, jedoch geschieht dies nicht aus einer negativen Motivation heraus. Außerdem muss der tragische Held intelligent sein, um die Fehler seines Handelns einzusehen.
Friedrich Schiller fasst in seiner Schrift Ueber den Grund des Vergnügens an tragischen Gegenständen vier Merkmale zusammen. Der tragische Held gehorcht den Pflichten zuungunsten der Neigung. Seine Entscheidung für die Pflicht lässt jenen Helden leiden, woraus eine tragische Rolle resultiert. Auch stürzt das Dilemma den Helden in eine Tragik, wenn er sich für eine höhere Pflicht zuungunsten der niederen Pflicht entscheiden muss. Weiterhin kann selbst ein Bösewicht ein tragischer Held sein, so ihm sein Handeln Vergnügen bereitet, obwohl die Ziele amoralisch sind.
Der Tod des tragischen Helden ist üblich.

## Beispiel aus der Literatur
Ödipus

Der Königssohn Ödipus tötet im Streit einen Reisenden, der ihm die Durchfahrt verweigert hat. In Theben löst er das Rätsel der Sphinx und heiratet die Königswitwe Iokaste. Der Reisende stellt sich später als sein tatsächlicher Vater Laios heraus, womit Ödipus seine eigene Mutter ehelichte und schwängerte. Ödipus durchsticht seine Augen und verlässt Theben.
Aias

Aias will sich an Odysseus rächen, doch rettet Athene ihren Schützling, indem sie Aias im Wahn die Schafsherde der Griechen abschlachten lässt. Daraufhin befiehlt die Göttin Aias die Rückkehr zum Lager. Beschämt und von allen Verbündeten verstoßen, wählt er die Selbsttötung.
Antigone

Der thebanische König Kreon erließ das Gesetz, dass jedermann hingerichtet werden soll, der Polyneikes ein Grab gewährt. Als seine Nichte und zukünftige Schwiegertochter Antigone dagegen verstößt, muss er handeln. Er hält sich an das Positive Recht und verbannt Antigone in eine Grabkammer, wo sie sich schließlich selbst das Leben nimmt.
Wallenstein

Der körperlich schwer angeschlagene Generalissimus Wallenstein empfängt die Nachricht von der Zerschlagung seiner Truppen. Seine persönliche Situation ist durch die Ächtung aussichtslos, trotzdem erhebt er sich.
Außerhalb der Tragödie taucht der tragische Held in Romanen und Erzählungen sowie Filmen auf. Bekannt ist der Kapitän Ahab in Herman Melvilles Roman Moby-Dick, dessen Fehler die Besessenheit vom weißen Wal ist.
Maria Stuart

Elisabeth ließ Maria Stuart hinrichten. Maria wird dabei zur schönen Seele und sieht ihre Fehler ein. Sie hätte ihre Hinrichtung umgehen können, indem sie taktisch heiratete, doch sie heiratete immer nur aus Liebe. Für Maria ist die Todesstrafe die Bestrafung für ihre Sünden, nicht aber für ihr Verhalten Elisabeth gegenüber. Damit überwindet Maria ihre Schuld. Marias Seele hat sich gewandelt, von allem Bösen und Unreinen befreit, um Vollkommenheit zu erlangen.